# Selenocosmia papuana
Selenocosmia papuana é uma espécie de aranha pertencente à família Theraphosidae (tarântulas).